# 张志明 (外交官)
张志明 （？—），辽宁海城人，中华人民共和国政治人物、外交官。

## 生平
2001年，接替李景贤，担任中华人民共和国驻乌兹别克斯坦大使。2003年，由高玉生接任。

## 家庭
其妻郭平英為郭沫若與于立群之女。